# Guillermo Cañas
Guillermo Ignacio Cañas (25 de novembro de 1977, Buenos Aires) é um ex-tenista profissional argentino de grande reputação em seu país. Ganhou o Brasil Open de Tênis, e ganhou dois confrontos seguidos sobre Roger Federer, quando o suíço vivia seu auge em 2007.

## Biografia
Cañas não começou com grande investimento no esporte. Mesmo com uma formação mais simples se tornou jogador profissional de tênis em 1995, e sua primeira conquista foi o Challenger de Santiago em 1996. Em 1998 já era Top 100 do mundo na lista da ATP.
Em 1999 chegou a primeira final de ATP, em Orlando, após bater o britânico Tim Henman. Sofreu graves lesões na temporada de 2000, ficando afastado das quadras por um tempo. Em 2002 no Toronto Masters, Cañas conquista seu principal torneio, na semana em que bateu Roger Federer, Paradorn Srichaphan, Yevgeny Kafelnikov, Marat Safin, Tommy Haas e Andy Roddick, no seu maior título até hoje. No ano de 2005 atinge a posição de número 8 do mundo. Neste mesmo ano sofre um revés, onde é flagrado no antidoping e fica afastado por um ano. Em 2006 volta ao circuito no Challenger de Belém do Pará, e com uma sequência de cinco torneios vencidos, chega a 15° posição da ATP. Na vida pessoal, o tenista é noivo de uma das angels da Victoria's Secret, a modelo brasileira Fabiana Semprebom.
Parou de jogar no ano de 2009. Seu último torneio foi em Hamburgo, em julho de 2009, quando alcançou a segunda rodada do qualificatório.

## ATP Finais

### Simples: 16 (7–9)
| Legenda                                                         |
| Grand Slam (0–0)                                                |
| Tennis Masters Cup / ATP World Tour Finals (0–0)                |
| ATP Masters Series / ATP World Tour Masters 1000 (1–1)          |
| ATP International Series Gold / ATP World Tour 500 Series (1–4) |
| ATP International Series / ATP World Tour 250 Series (5–4)      |

| Resultado | N. | Data               | Torneio                  | Piso     | Oponente            | Placar                  |
| --------- | -- | ------------------ | ------------------------ | -------- | ------------------- | ----------------------- |
| Vice      | 1. | Abril 26, 1999     | Orlando, EUA             | Saibro   | Magnus Norman       | 0–6, 3–6                |
| Campeão   | 1. | Abril 9, 2001      | Casablanca, Morocco      | Saibro   | Tommy Robredo       | 7–5, 6–2                |
| Vice      | 2. | Junho 25, 2001     | s'Hertogenbosch, Holanda | Grama    | Lleyton Hewitt      | 3–6, 4–6                |
| Vice      | 3. | Julho 23, 2001     | Stuttgart, Alemanha      | Saibro   | Gustavo Kuerten     | 3–6, 2–6, 4–6           |
| Vice      | 4. | Outubro 15, 2001   | Vienna, Austria          | Duro (i) | Tommy Haas          | 2–6, 6–7(6–8), 4–6      |
| Campeão   | 2. | Dezembro 31, 2001  | Chennai, Índia           | Duro     | Paradorn Srichaphan | 6–4, 7–6(7–2)           |
| Vice      | 5. | Abril 15, 2002     | Casablanca, Marrocos     | Saibro   | Younes El Aynaoui   | 6–3, 3–6, 2–6           |
| Vice      | 6. | Julho 22, 2002     | Stuttgart, Alemanha      | Saibro   | Mikhail Youzhny     | 3–6, 6–3, 6–3, 4–6, 4–6 |
| Campeão   | 3. | Julho 29, 2002     | Toronto, Canadá          | Duro     | Andy Roddick        | 6–4, 7–5                |
| Campeão   | 4. | Julho 12, 2004     | Stuttgart, Alemanha      | Saibro   | Gastón Gaudio       | 5–7, 6–2, 6–0, 1–6, 6–3 |
| Campeão   | 5. | Julho 19, 2004     | Umag, Croácia            | Saibro   | Filippo Volandri    | 7–5, 6–3                |
| Campeão   | 6. | Setembro 27, 2004  | Shanghai, China          | Duro     | Lars Burgsmüller    | 6–1, 6–0                |
| Vice      | 7. | Outubro 18, 2004   | Viena, Áustria           | Duro (i) | Feliciano López     | 4–6, 6–1, 5–7, 6–3, 5–7 |
| Campeão   | 7. | Fevereiro 12, 2007 | Costa do Sauípe, Brasil  | Saibro   | Juan Carlos Ferrero | 7–6(7–4), 6–2           |
| Vice      | 8. | Abril 2, 2007      | Miami, EUA               | Duro     | Novak Djokovic      | 3–6, 2–6, 4–6           |
| Vice      | 9. | Abril 30, 2007     | Barcelona, Espanha       | Saibro   | Rafael Nadal        | 3–6, 4–6                |

### Duplas (2 vices)
| Legenda                                                     |
| Grand Slam (0)                                              |
| Tennis Masters Cup ATP World Tour Finals (0)                |
| ATP Masters Series ATP World Tour Masters 1000 (0)          |
| ATP International Series Gold ATP World Tour 500 Series (1) |
| ATP International Series ATP World Tour 250 Series (1)      |

| Títulos por superfície |
| Dura (1)               |
| Grama (0)              |
| Saibro (1)             |
| Carpete (0)            |

| Nr. | Data                 | Torneio             | Superfície | Parceiro         | Adversários na Final          | Resultado        |
| 1.  | 23 de Agosto de 1999 | Boston, EUA         | Dura       | Martín García    | Marius Barnard T.J. Middleton | 5–7, 7–6(2), 6–4 |
| 2.  | 19 de Julho de 2001  | Stuttgart, Alemanha | Saibro     | Rainer Schüttler | Michael Hill Jeff Tarango     | 4–6, 7–6(1), 6–4 |